# Erísim
Erísim (Erysimum) és un gènere de plantes amb flors de la família brassicàcia.

## Característiques
Són espècies originàries de les regions temperades del reialme holàrtic, la majoria mediterrànies, eurosiberianes o iranoturanianes.
El gènere Cheiranthus de vegades s'inclou en Erysimum.
Recentment Erysimum s'ha adscrit a una tribu (Erysimeae) amb un sol gènere. Aquesta tribu està caracteritzada per tricomes sèssils estel·lats o malpigiacis, flors grogues o taronja i síliqües amb moltes llavors.
Inclou unes 180 espècies, algunes de les quals són utilitzades en jardineria.
Les cultivars de jardí deriven en la seva major part d'E. cheiri (sovint identificat com a Cheiranthus), del sud d'Europa. Creixen millor en sòls secs amb molt bon drenatge. Als Països Catalans es troben com a autòctones: Erysimum incanum, Erysimum repandum, Erysimum sylvestre i Erysimum grandiflorum.

## Algunes espècies
- Erysimum aetnense - (Etna)
- Erysimum allionii - (Sibèria)
- Erysimum amasianum- (Turquia)
- Erysimum ammophilum
- Erysimum angustatum -
- Erysimum arenicola -
- Erysimum asperum
- Erysimum baeticum
- Erysimum bicolor
- Erysimum bonannianum
- Erysimum caboverdeanum - (Cap Verd)
- Erysimum capitatum -
- Erysimum cazorlense
- Erysimum cheiranthoides -
- Erysimum cheiri
- Erysimum creticum - (Creta)
- Erysimum diffusum -
- Erysimum drenowskii
- Erysimum duriaei
- Erysimum durum
- Erysimum franciscanum -
- Erysimum gomezcampoi -
- Erysimum grandiflorum - ravenissa groga o erísim austral
- Erysimum hedgeanum (syn. Arabidopsis erysimoides)
- Erysimum helveticum
- Erysimum hieracilifolium
- Erysimum incanum
- Erysimum inconspicuum
- Erysimum insulare
- Erysimum kykkoticum
- Erysimum kotschyanum
- Erysimum linifolium
- Erysimum mediohispanicum
- Erysimum menziesii
- Erysimum moranii
- Erysimum mutabile
- Erysimum myriophyllum
- Erysimum nervosum
- Erysimum nevadense - (Sierra Nevada)
- Erysimum occidentale
- Erysimum ochroleucum
- Erysimum odoratum (syn. Erysimum pannonicum)
- Erysimum pallasii -
- Erysimum perofskianum
- Erysimum pieninicum
- Erysimum popovii
- Erysimum pseudorhaeticum
- Erysimum pulchellum
- Erysimum raulinii - (Creta)
- Erysimum repandum
- Erysimum rhaeticum - (Suïssa)
- Erysimum ruscinonensis
- Erysimum scoparium - (Teide)
- Erysimum siliculosum
- Erysimum semperflorens
- Erysimum teretifolium - (Santa Cruz de Tenerife)
- Erysimum wahlenbergii
- Erysimum wilczekianum
- Erysimum wittmanii

## Galeria

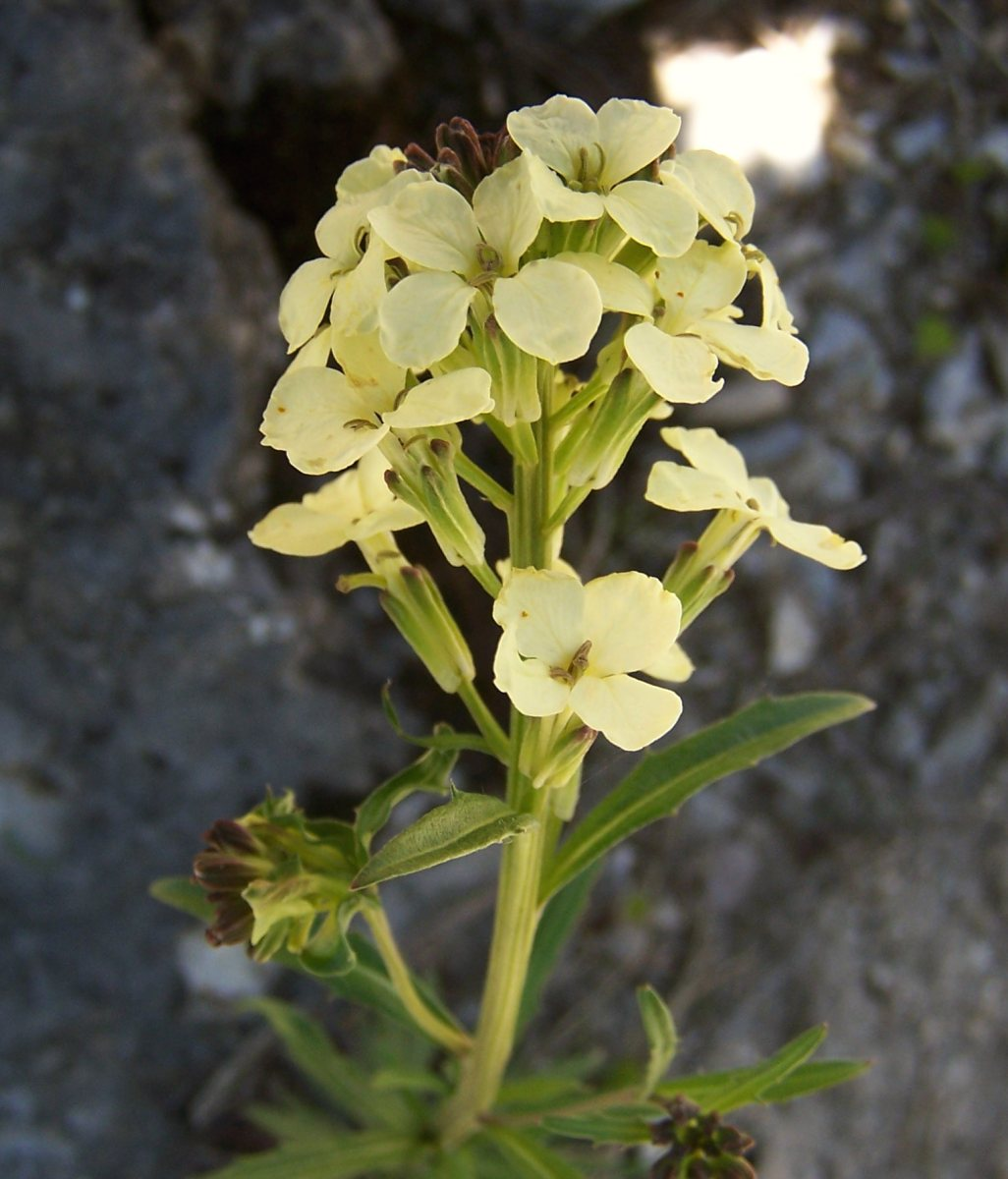
Erysimum wittmanii, inflorescència
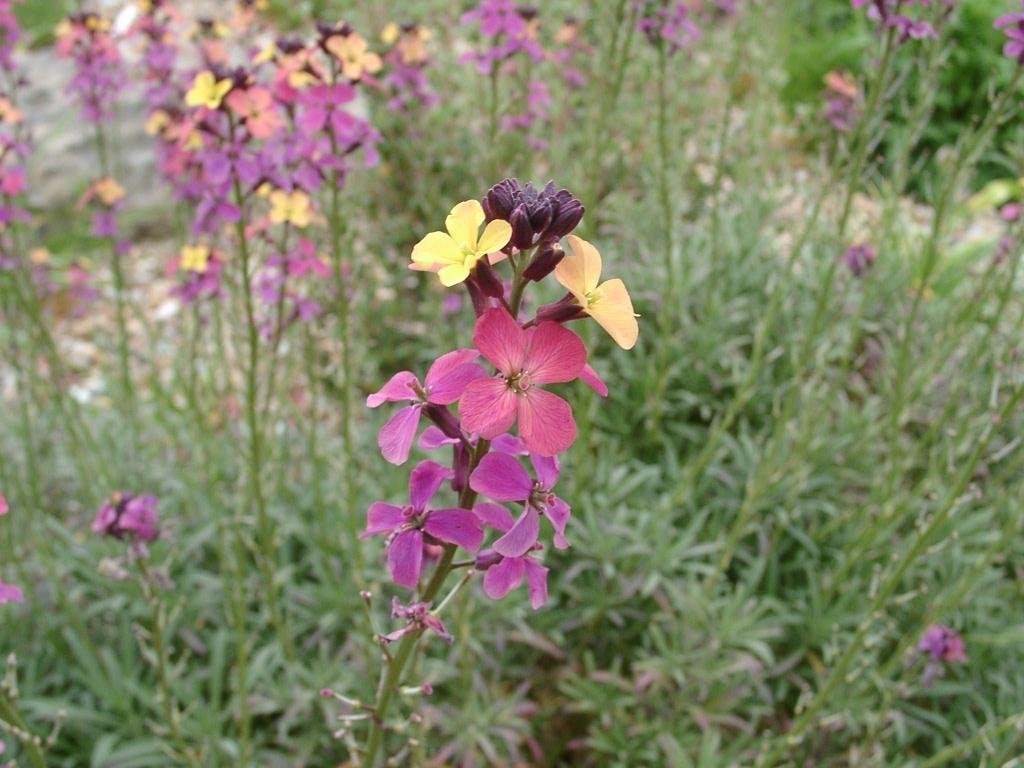
Erysimum "Chelsea Jacket"
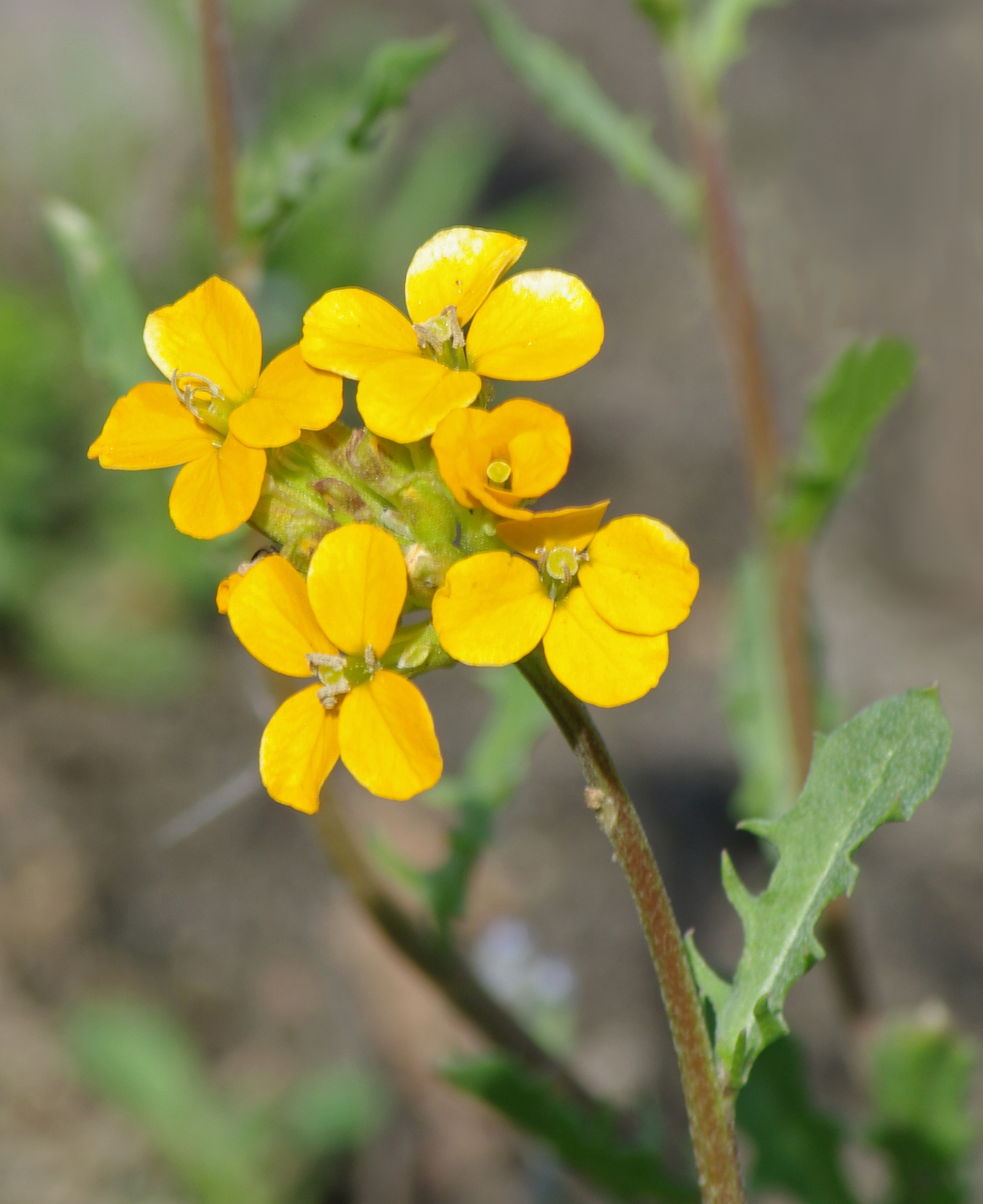
Erysimum helveticum
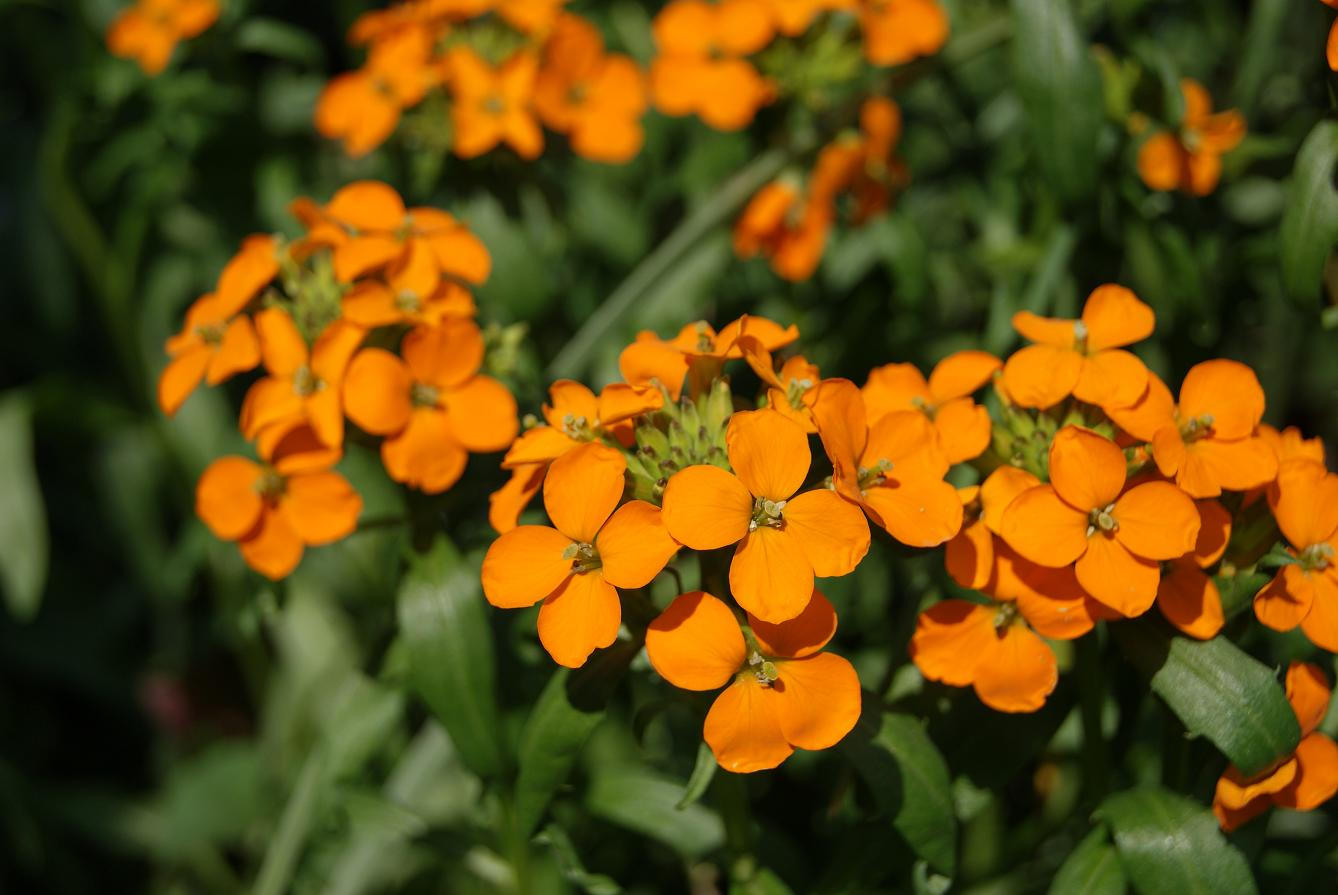
Erysimum allionii, inflorescència